# Josef Brandstätter
Josef Sepp Brandstätter (Viena, 7 de novembre de 1891 - 25 de març de 1945) fou un futbolista austríac de la dècada de 1910.
Defensà els colors del Rapid Viena. Fou membre de la selecció d'Àustria als Jocs Olímpics de 1912. En total jugà 42 partits amb la selecció fins 1924.
També fou entrenador a clubs com HŠK Građanski Zagreb, Wiener Sport-Club i SpVgg Hard.

## Palmarès
- Lliga austríaca de futbol (8):
  - 1912, 1913, 1916, 1917, 1919, 1920, 1921, 1923
- Copa austríaca de futbol (2):
  - 1919, 1920